# Cylindromyia brassicaria
Espèce
Cylindromyia brassicaria est une espèce d'insectes diptères de la famille des Tachinidae.

## Systématique
Le nom valide complet (avec auteur) de ce taxon est Cylindromyia brassicaria (Fabricius, 1775).
L'espèce a été initialement classée dans le genre Musca sous le protonyme Musca brassicaria Fabricius, 1775.
Cylindromyia brassicaria a pour synonymes :
- Musca brassicaria Fabricius, 1775
- Musca cylindrica De Geer, 1776
- Ocyptera brassicaria (Fabricius, 1775)
- Ocyptera trinacrina Bigot, 1878
- Parthenia boscii Robineau-Desvoidy, 1830
- Phania sapporensis Matsumura, 1916
- Crangon latipes Banner, 1953